# LiAngelo Ball
Pour les articles homonymes, voir Ball.
LiAngelo Robert Ball, né le 24 novembre 1998 à Anaheim en Californie, est un joueur de basket-ball américain évoluant au poste d’arrière. Il commence sa carrière professionnelle dans le club de BC Prienai de la Ligue lituanienne de basket-ball (LKL), puis il évolue ensuite avec les Los Angeles Ballers, club de la nouvelle ligue professionnelle Junior Basketball Association. En parallèle de sa carrière de sportif professionnel, LiAngelo Ball débute, en 2025, une carrière de rappeur sous le nom de G3 GELO.

## Biographie

### Carrière de sportif
LiAngelo Ball joue avec l'équipe de lycée de la Chino Hills High School de Chino Hills en Californie. Il commence en 2013, année où son frère Lonzo Ball, sophomore (deuxième année) est également dans l'équipe. LiAngelo Ball dispute quatre saisons en lycée.
il décide de jouer en NCAA avec les Bruins de UCLA où son frère a joué durant la saison 2017. Début novembre 2017, il dispute un match de pré-saison puis se rend avec son équipe en Chine à Shanghai pour disputer le match d'ouverture de la saison contre les Yellow Jackets de Georgia Tech. Toutefois, lors de cette tournée, il est arrêté avec deux coéquipiers pour vol dans un magasin Louis Vuitton. Une intervention du président américain Donald Trump lui permet de rentrer aux États-Unis. Les trois joueurs sont suspendus indéfiniment par leur université.
Il rejoint en fin d'année la Lituanie, au sein du club BC Prienai. Il inscrit 12,5 points par match. Malgré plusieurs participations à des camps d'entraînements de franchises NBA, il n'est pas retenu lors de la Draft  2018 de la NBA. Il rejoint alors les Los Angeles Ballers, club de la nouvelle ligue professionnelle Junior Basketball Association créée par leur père LaVar Ball (en) en décembre 2017.
Fin décembre 2019, il signe en NBA G League avec le Blue d'Oklahoma City afin de s'entraîner. Il signe en mars 2020 avec l'équipe de G League mais ne joue pas le moindre match à cause de l'interruption de la saison.
Le 2 décembre 2020, il signe un contrat non garanti d'un an avec les Pistons de Détroit. Il est coupé le 14 décembre.

### Carrière de rappeur
En janvier 2025, LiAngelo Ball publie, sous le nom de G3 GELO, son premier single de rap, intitulé Tweaker. Le titre devient viral sur Internet, et se hisse directement à la 29e place du Top Singles américain. À la suite du succès immédiat de Tweaker, LiAngelo Ball signe un contrat de 13 millions de dollars avec le label de musique hip-hop Def Jam Recordings,,.

## Vie privée
LiAngelo Ball a deux frères évoluant en NBA : Lonzo Ball et LaMelo Ball.